# Цветана Георгиева (историчка)
Вижте пояснителната страница за други личности с името Цветана Георгиева.
Цветана Борисова Георгиева е български историк османист, професор в Софийския университет.

## Биография
Родена е на 26 април 1937 г. в София. През 1962 г. завършва специалност История в Софийския държавен университет.
Инспектор в отдел „Култура и изкуство“ при ОНС Бургас (1962 – 1963). Аспирант в катедра История на България в Софийския университет (1964 – 1967). През 1968 г. защитава дисертация на тема „Еничарството в българските земи (ХV-средата на ХVIII в.)“ за придобиването на научната степен „кандидат на историческите науки“ (днес – доктор). Хоноруван асистент във Философско-историческия факултет на Софийския университет (1967 – 1969). Редактор в София прес (1969 – 1970). Научен сътрудник в Историческия институт при БАН (1970 – 1972).
Асистент (1972 – 1978) и доцент (1976) по история на България в Историческия факултет на Софийския университет. Ръководител на катедра Етнография при Историческия факултет на Софийския университет (1979 – 1993). Доктор на историческите науки с дисертация на тема „Пространство и пространства на българите ХV-ХVІІ в.“ (1998). Професор в катедра Етнология на Историческия факултет при Софийския университет (1999). 
Умира на 4 август 2022 г.

## Членство в научни организации
- Представителка на България в PAC EUROETHNO към Съвета на Европа – Страсбург.
- Членка на Международната организация на европеистите с център Брюксел.